# 31e cérémonie des AVN Awards
La 31e cérémonie des AVN Awards est un événement de remise de prix pornographiques récompensant les meilleures actrices, acteurs, réalisateurs et films de l'industrie pour adultes en 2013.
La cérémonie a eu lieu le 18 janvier 2014 au Hard Rock Hotel and Casino de Las Vegas,. Les films ou productions sortis entre le 1er octobre 2012 et le 7 octobre 2013 étaient éligibles. Les catégories mises en jeu de ces 31e AVN Awards ont été publiées le 20 septembre 2013 et les nommés ont été annoncés le 15 novembre 2013,,,.

## La cérémonie

### De nombreux changements
Lors de cette édition 2014, de nombreux changements ont eu lieu dans les récompenses. En effet, 5 nouvelles récompenses ont été ajoutées au palmarès des prix. Parmi ces cinq , trois d’entre elles sont des récompenses individuelles. Il s’agit du prix de l’Interprète Lesbienne de l’Année (All-Girl Performer Of The Year), du prix de l’Interprète BBW de l’Année (BBW Performer Of The Year) et du prix du Meilleur Réalisateur Web (Best Web Director). Les deux derniers nouveaux prix sont le prix de la Meilleure Scène de Sexe en Sécurité (Best Safe Sex Scene) et le prix du Meilleur Fabricant de Préservatifs (Best Condom Manufacturer).
Deux récompenses ont été renommées : Le prix du Meilleur Site Web de Photographie (Best Photography Website) devient : Meilleur site Web Glamour (Best Glamour Website) afin d’inclure les sites qui proposent également du contenu glamour. Et l’award de l’Étoile Montante de l’Année (Crossover Star of the Year) devient : Star Mainstream de l’Année (Mainstream Star of the Year).
Enfin, les catégories de vote des fans sont passées de quatre à 10 et les catégories elles-mêmes ont été complètement modifiées, passant de : Corps Préféré (Favorite Body), Reine de Twitter (Twitter Queen), Porn Star Préférée (Favorite Porn Star) et Meilleur Site pour Adultes (Best Free Adult Website), aux suivantes :
- Meilleur Corps (Best Body)
- Meilleurs Seins (Best Boobs)
- Porn Star Féminine Préférée (Favorite Female Porn Star)
- Porn Star Masculin Préféré (Favorite Male Porn Star)
- Studio Préféré (Favorite Studio)
- Cam Girl Préférée (Favorite Web Cam Girl)
- Cul le plus chaud (Hottest Ass)
- MILF la plus chaude (Hottest MILF)
- Nouvelle Starlette la plus prometteuse (Most Promising New Starlet)
- Star Des Réseaux Sociaux (Social Media Star) (en incluant Twitter, Facebook et Instagram)

### Déroulement de la cérémonie

#### Hommages
Avant que la cérémonie ne commence, un hommage a été rendu aux personnalités de l'industrie pour adultes décédées depuis la cérémonie de 2013. Il s'agit, en l'occurrence, d'Al Goldstein, l'éditeur du magazine pornographique Screw, et du producteur/distributeur Morty Gordon.           

##### La cérémonie
L'événement a eu lieu au Hard Rock Hotel and Casino de Las Vegas dans la salle de concert appelée « The Joint »,. La cérémonie a été co-animée par la comédienne/actrice Rebekah Kochan et les actrices de films pour adultes Chanel Preston et Samantha Saint. La cérémonie de remise des prix a eu lieu immédiatement après l’Adult Entertainement Expo (AEE) au même endroit. Le spectacle musical a été joué par le rappeur Machine Gun Kelly,. Théo Sapoutzis, le PDG de AVN Media Network a dit à ce propos: « Nous sommes extrêmement heureux que Machine Gun Kelly se produise en direct sur scène aux AVN Awards 2014 ». De son côté, le rappeur a déclaré :
« Notre planète est une combinaison de terre, de vent et de feu. Mon esprit est une combinaison de seins, de cul et de vagin. Merci, merci... Je serai aux AVN Awards toute la nuit. »
Divers invités du monde de l’industrie pornographique sont venus sur scène à tour de rôle pour annoncer les lauréats dans les différentes catégories.
La liste complète des invités est consultable ici :

## Lauréats

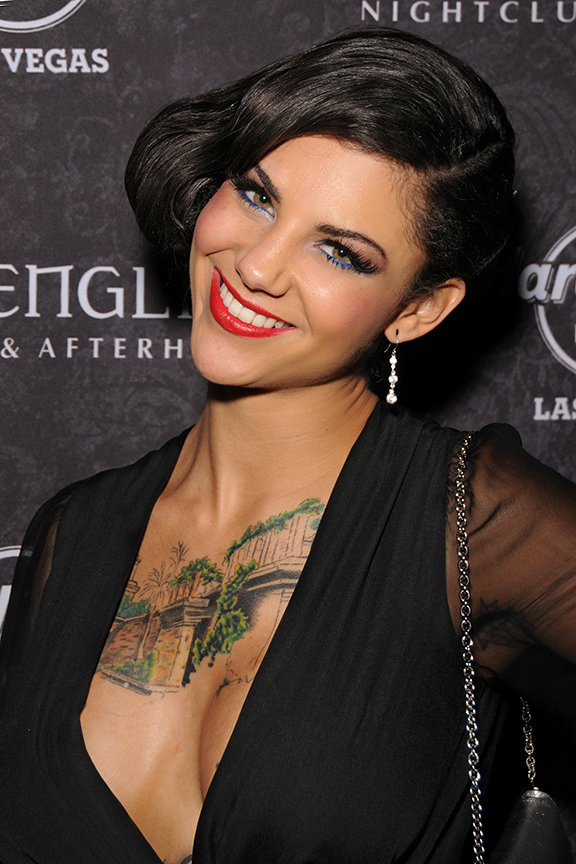
Bonnie Rotten, lauréate du prix de l'Interprète de l'année

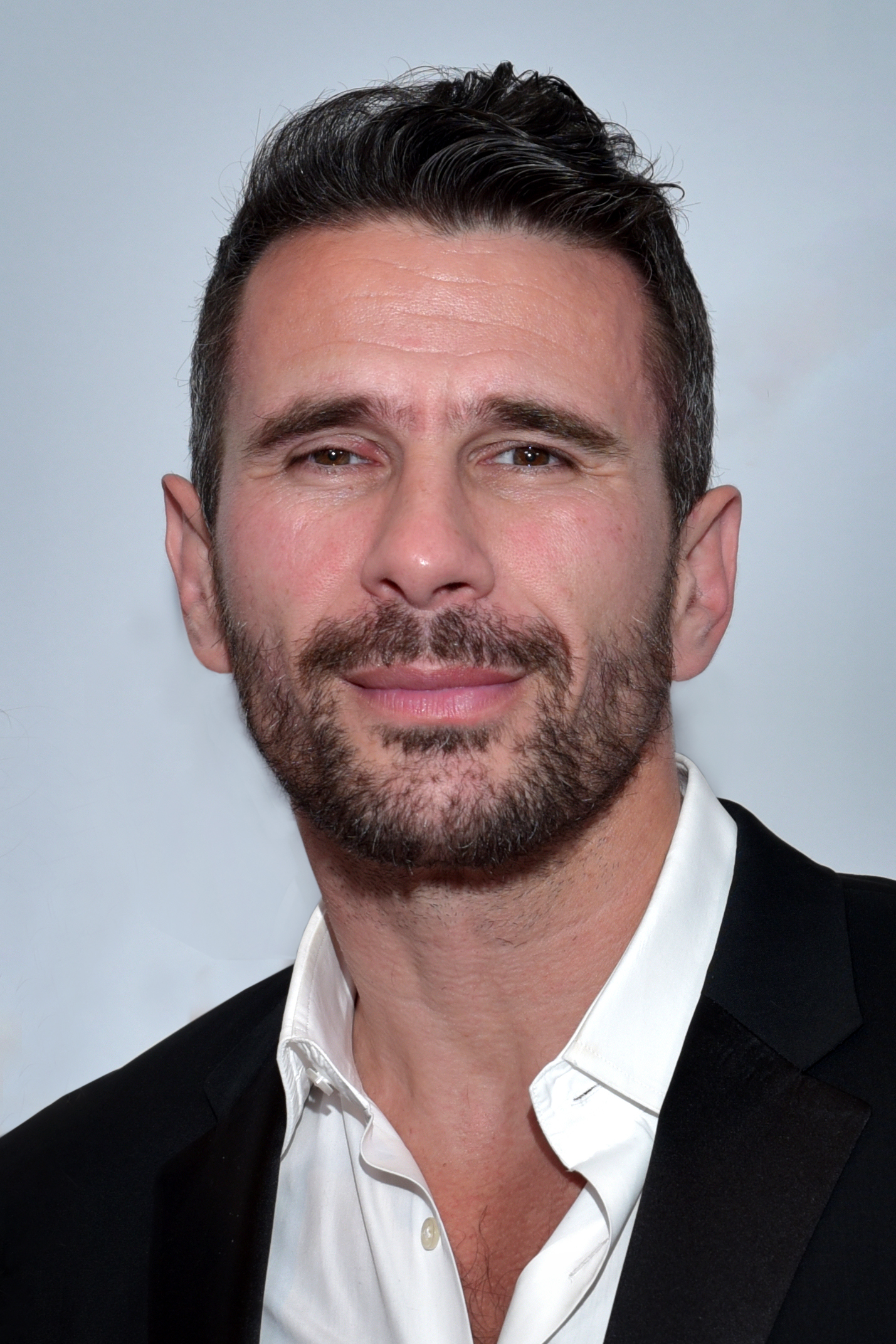
Manuel Ferrara, lauréat pour la 5e fois du prix de l'Interprète Masculin de l'Année

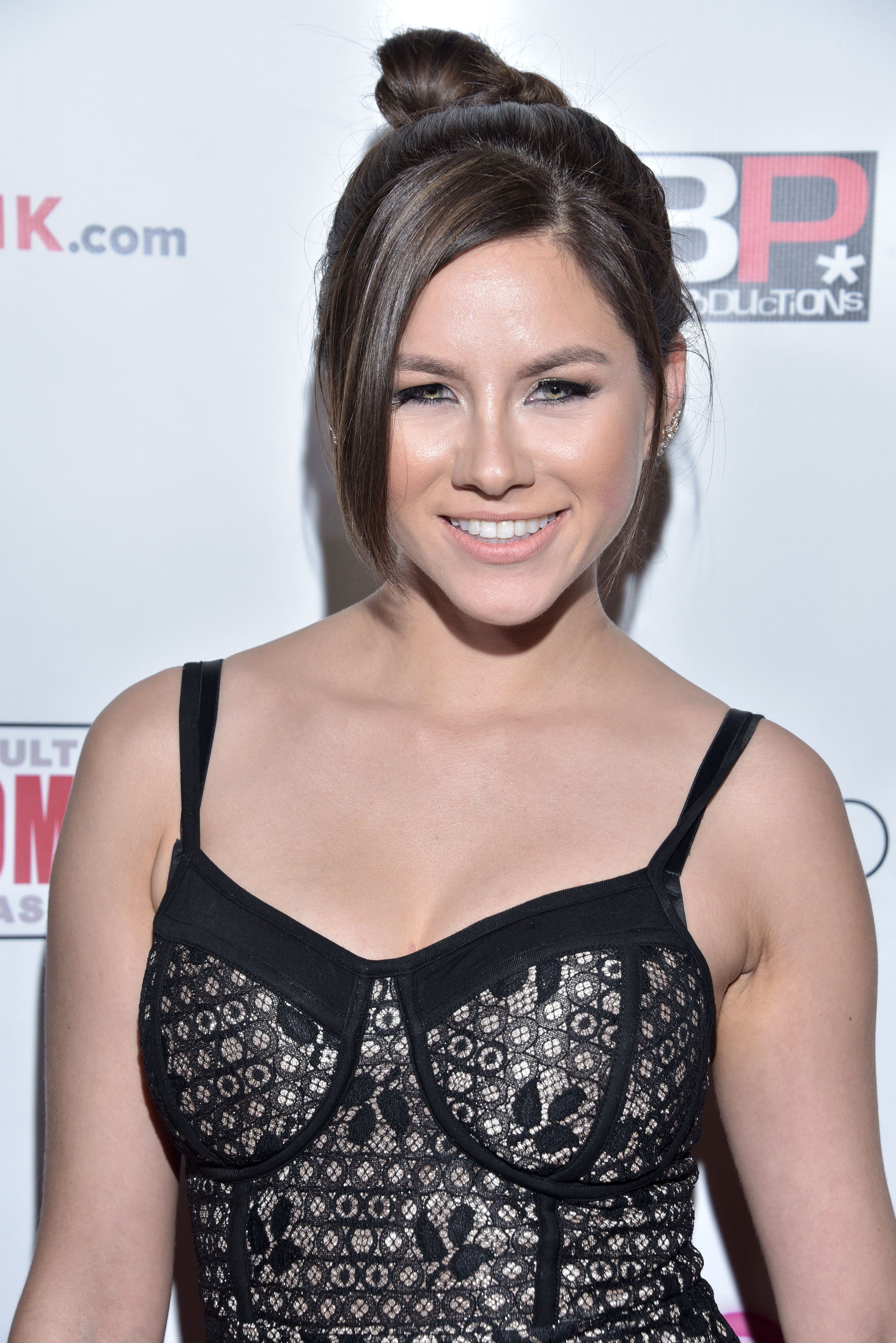
Shyla Jennings, qui devient la première actrice à remporter le prix de l'Interprète Lesbienne de l'Année. Prix décerné pour la première fois lors des 31e AVN Awards.

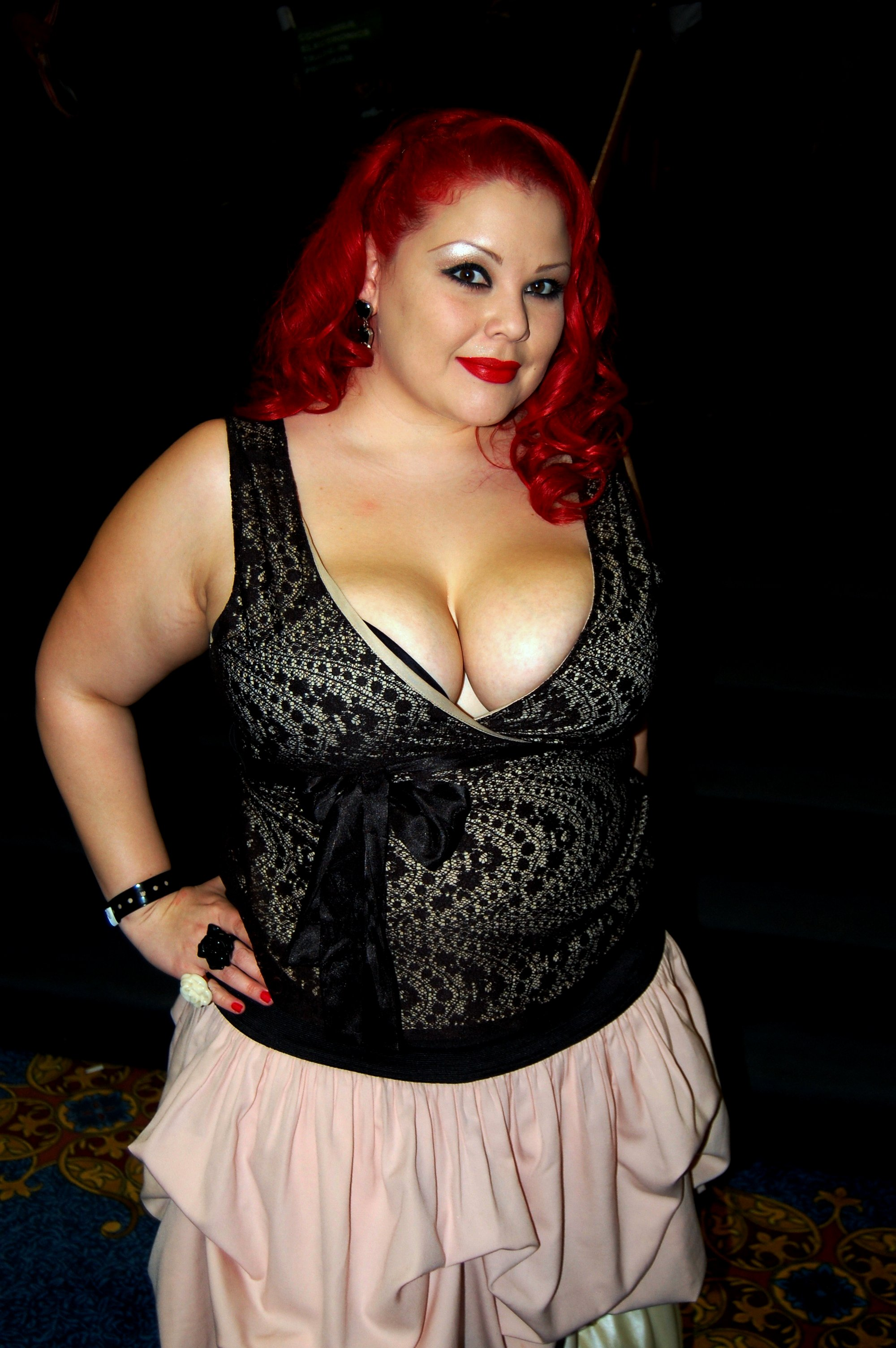
April Flores, qui devient la première actrice à remporter le prix de l'Interprète BBW de l'année. Prix décerné pour la première fois lors des 31e AVN Awards.

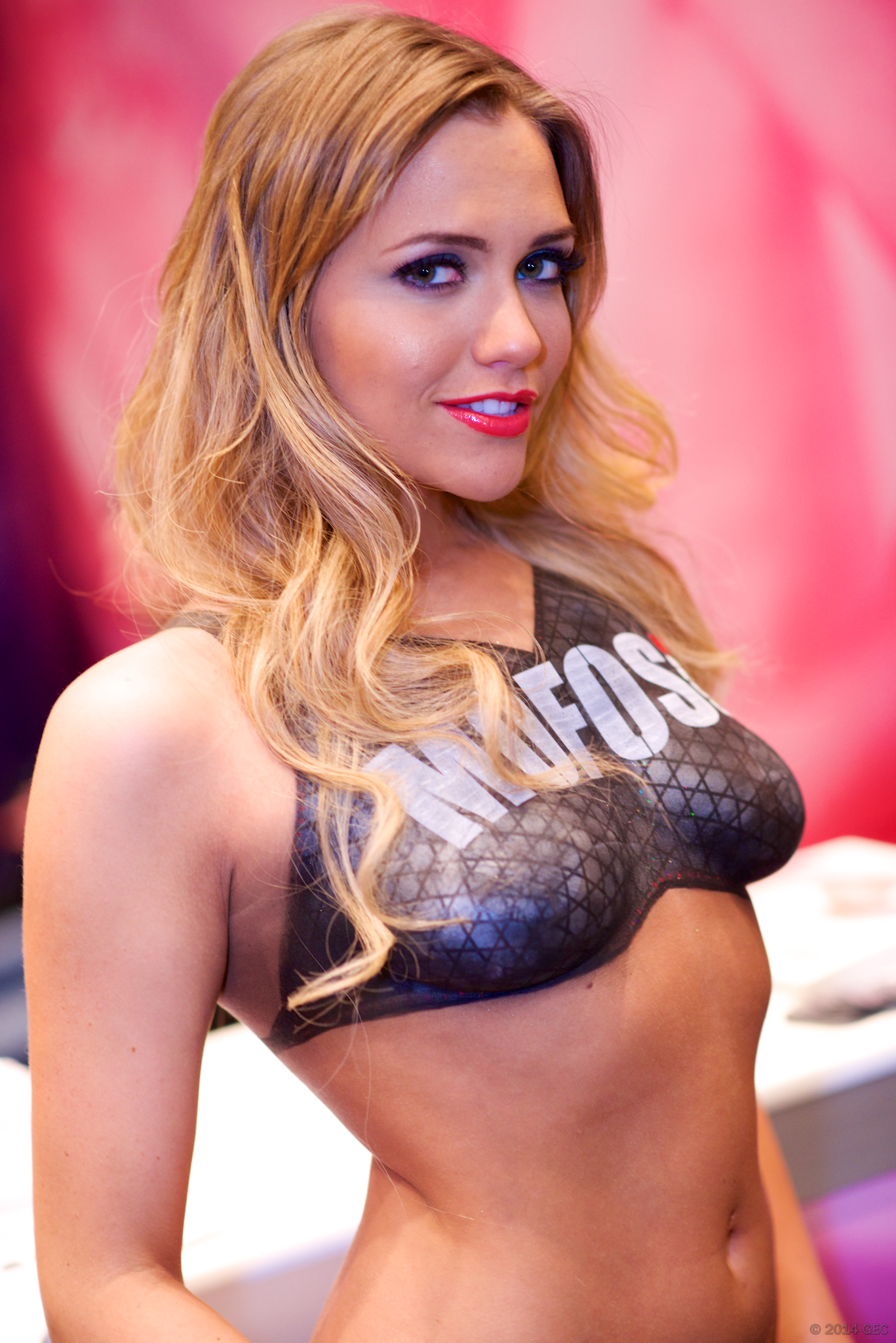
Mia Malkova, lauréate du très convoité prix de la Meilleure Nouvelle Starlette.

### Récompenses majeurs
Underworld a remporté le prix du Film de l’Année et remporte également le prix du Meilleur Film Dramatique ainsi que sept autres prix, dont un prix de réalisation pour Brad Armstrong.
Tommy Pistol a été nommé Meilleur Acteur pour sa performance en incarnant le personnage d’Ashley J. Wiliams dans le film d'horreur pour adultes Evil Head. Le très convoité AVN Award de l’Interprète Féminine de l’Année et l’AVN Award de la Meilleure Nouvelle Starlette a été attribué à Bonnie Rotten et Mia Malkova. Axel Braun a remporté le prix du réalisateur de l'année pour la quatrième fois consécutive, et Manuel Ferrara a reçu un cinquième prix record de l’Interprète Masculin de l’Année. Les tout nouveaux prix de l’Interprète Lesbienne de l’Année et de l’Interprète BBW de l’année ont été remportés respectivement par Shyla Jennings et April Flores,. Le prix Clever Title of the Year a été remporté par Seymore Butts pour le Cirque du Hole-A.
Les noms en gras désignent les lauréats :
| Interprète Féminine de l'année | Interprète Masculin de l'année |
| --- | --- |
| - Bonnie Rotten - Asa Akira - Anikka Albrite - Bailey Blue - Dani Daniels - Dana DeArmond - Skin Diamond - Allie Haze - Remy LaCroix - Maddy O'Reilly - Chanel Preston - Riley Reid - Samantha Saint - Sheena Shaw - Jada Stevens | - Manuel Ferrara - Mick Blue - Xander Corvus - James Deen - Ryan Driller - Erik Everhard - Keiran Lee - Ryan Madison - Mandingo - Ramón Nomar - Tommy Pistol - Toni Ribas - Lexington Steele - Christian XXX - Prince Yahshua |
| Interprète Lesbienne de l'Année | Interprète Transexuelle de l'Année |
| - Shyla Jennings - Elle Alexandre - Lily Cade - Justine Joli - Malena Morgan - Prinzzess - Sammie Rhodes - Raven Rockette - Layla Rose - Spencer Scott - Sinn Sage - Angela Sommers - Celeste Star - Sovereign Syre - Taylor Vixen | - Eva Lin - Buck Angel - Natassia Dreams - Danika Dreamz - Jesse Flores - Jessica Fox - Foxxy - Kelli Lox - Venus Lux - Jane Marie - Carmen Moore - Tiffany Starr - Wendy Summers - Sarina Valentina - Vaniity |
| Meilleur Nouvelle Starlette | Réalisateur de l'Année |
| - Mia Malkova - A.J. Applegate - Casey Calvert - Teal Conrad - Dillion Harper - Melody Jordan - Kennedy Leigh - Christy Mack - Zoey Monroe - Raven Rockette - Jessa Rhodes - Rikki Sixx - Cindy Starfall - Natalia Starr - Jodi Taylor | - Axel Braun - Joanna Angel - Brad Armstrong - James Avalon - Barrett Blade - William H. - Jules Jordan - Mason - Jonathan Morgan - Eddie Powell - Jim Powers - Will Ryder - Joey Silvera - B. Skow - Dana Vespoli |
| Meilleur Actrice | Meilleur Acteur |
| - Remy LaCroix - The Temptation of Eve (New Sensations Erotic Stories) - Anikka Albrite - OMG… It’s the Leaving Las Vegas XXX Parody - Lexi Belle - Meant to Be - Alektra Blue - Getting Schooled - Jessica Drake - Sexpionage: The Drake Chronicles - Tara Lynn Foxx - This Ain’t Homeland XXX - Allie Haze - Clerks XXX: A Porn Parody - Jesse Jane - Code of Honor - Sunny Lane - The Stripper 2 - Brooklyn Lee - The New Behind the Green Door - Adrianna Luna - The Lone Ranger XXX: An Extreme Comixxx Parody - Maddy O'Reilly - Not The Wizard of Oz XXX - Penny Pax - The Submission of Emma Marx - Raven Rockette - Gia: Lesbian Supermodel - Jennifer White - The Stripper | - Tommy Pistol - Evil Head - Richie Calhoun - The Submission of Emma Marx - Dale DaBone - Vivid Superhero\|Iron Man XXX: An Axel Braun Parody - Mark Davis - Nobody’s Daughter - James Deen - Watch Over Me - Ryan Driller - Man of Steel XXX: An Axel Braun Parody - Seth Gamble - Just In Beaver Fever - Alec Knight - Breaking Bad XXX: A Sweet Mess Films Parody - Keiran Lee - To Live and Fuck in L.A. - Kurt Lockwood - What Do You Want Me to Say? - Brendon Miller - Divorcees - Kris Slater - Unfaithful - Steven St. Croix - Truth Be Told - Evan Stone - Adventures in Eden - Michael Vegas - Rebound |
| Meilleur Scène Lesbienne | Meilleur Scène hétérosexuelle |
| - Riley Reid & Remy LaCroix - Girl Fever - Asa Akira & Celeste Star - Asa Loves Girls - Casey Calvert & India Summer - Teach Me 3 - Lily Carter & Molly Bennett - Meow! 3 - Dana DeArmond & Veruca James - Paint - Skin Diamond & Kleio Valentien - The Walking Dead: A Hardcore Parody - Jessica Drake & Capri Cavanni - Underworld - Gracie Glam & Gia Steel - Lesbian Crime Stories - Ash Hollywood & Aiden Ashley - Girls Will Be Boys - Tessa Lane & Ana Foxxx - Four Rooms: Los Angeles - Karlie Montana & Brett Rossi - Girl Squared - Mia Malkova & Jessie Andrews - Girl Crush 3 - Bonnie Rotten & Nikki Hearts - Beyond Fucked: A Zombie Odyssey - Andy San Dimas & Chanel Preston - Bitchcraft 9 | - Riley Reid & Mandingo - Mandingo Massacre 6 (Jules Jordan Video) - Anikka Albrite & Manuel Ferrara - Top Bottoms - Bailey Blue & Xander Corvus - The Temptation of Eve - Casey Calvert & Ryan Madison - Dark Perversions 2 - Adriana Chechik & Bruce Venture - The Innocence of Youth 5 - Dani Daniels & James Deen - Skin Tight - Skin Diamond & Prince Yahshua - Deep Pussy - Dillion Harper & Mick Blue - Wet Dream - Ash Hollywood & Michael Vegas - Forsaken - Kimberly Kane & Alec Knight - Breaking Bad XXX: A Sweet Mess Films Parody - Kennedy Leigh & James Deen - Ultimate Fuck Toy: Kennedy Leigh - Christy Mack & Toni Ribas - Planting Seeds 3 - Mia Malkova & Manuel Ferrara - Cuties 4 - Kirsten Price & Keiran Lee - To Live and Fuck in L.A. - Andy San Dimas & Tommy Gunn - Vivid Superhero |
| Meilleure Scène d'Anal | Meilleure Scène de sexe oral |
| - Anikka Albrite & Mick Blue - Anikka (O.L Entertainment/Mile High) - Farrah Abraham & James Deen - Farrah Superstar: Backdoor Teen Mom - Asa Akira & Ramón Nomar - Asian Bombshells - Brandy Aniston & Richie Calhoun - Behind the Green Door#Remake - Lisa Ann & Jules Jordan - Deep Anal Drilling 4 - Lexi Belle & Mick Blue - Big Wet Asses 22 - Dana DeArmond & James Deen - What an Asshole - Skin Diamond & L. T. - Skin - Katja Kassin & Mike Adriano - Anal Motherfuckers - Remy LaCroix & Manuel Ferrara - Rump Raiders - Penny Pax & Richie Calhoun - The Submission of Emma Marx - Chanel Preston & Mandingo - Mandingo Massacre 8 - Bonnie Rotten & Ramón Nomar - Evil Anal 19 - Sheena Shaw & Manuel Ferrara - Evil Anal 17 - Stoya & James Deen - Code of Honor | - Skin Diamond - Skin scene 1 - Julia Ann - Underworld - Anikka Albrite & Riley Reid - American Cocksucking Sluts 3 - Joanna Angel - Joanna Angel: Orgasm Addict [scene 5] - Vicki Chase - Jules Jordan: Feeding Frenzy 11 - Tara Lynn Foxx - This Ain't Homeland XXX - Remy LaCroix - Facial Overload 3 - Larkin Love - Suck Balls 3 - Mia Malkova - Swallow This 30 - Maddy O'Reilly, Belle Noire & Rilynn Rae - 3 on Their Knees - Bonnie Rotten - Facial Overload 3 - Katie St. Ives - Sperm Receptacles 6 - Sheena Shaw - Massive Facials 6 - Christie Stevens & Jayden Lee - American Cocksucking Sluts 3 - Heather Vahn - Gag Reflex |
| Meilleure Star Influenceur | Meilleure Sortie Romantique |
| - Anikka - All About Allie - Cayenne Loves Rocco - I Am Christy Mack - I'm Your Bitch: Lyen - The Insatiable Miss Alexis Texas - Joanna Angel: Kinky Fantasies - Lisa Ann: Can't Say No - Mia - Remy 2 - Samantha Saint Is Completely Wicked - Savannah’s Secret - SeXXXploitation of Dani Daniels - Skin - Ultimate Fuck Toy: Kennedy Leigh | - The Temptation of Eve (New Sensations Erotic Stories) - Bitter Sweet - Broken Hearts - Change of Heart - First Crush - Getting Schooled - Harvest Moon - If You Only Knew - La Boutique - Maid for Love - Meant to Be - Paint - Secret Admirer - The Submission of Emma Marx - What Do You Want Me To Say? |
| Meilleure scène de sexe dans une production tournée à l'étranger | Le Prix des Fans : Le cul Le plus chaud |
| - Aleska Diamond, Anna Polina, Anissa Kate, Angel Piaff, Rita, Tarra White et Mike Angelo - The Ingenuous - Aliz, Kristine Crystallis & Toni Ribas - Adventures on the Lust Boat 4 - Blanche Bradburry, Samia Duarte & Rocco Siffredi - Rocco’s Perfect Slaves - Claire Castel, Clark & Thomas Stone - Claire Castel: The Chambermaid - Abbie Cat, Lyen Parker & Rocco Siffredi - XXX Fucktory - Penelope Crunch, Franceska Jaimes & Nacho Vidal - Fuck Yeeaaah!!!! - Angel Dark & Leny Ewil - Eurobabes Jizz Explosion - Allie Haze, Krissy Lynn, Fabine, Suzana Rhios, Roge, Bad Boy, Michael Vegas & Tyler Nixon - Adventures in Eden - Henessy, Marica Hase & Ian Scott - Fashionable Fuckers - Cayenne Klein, David Perry, Sabby, Markus Dupree & Rocco Sardo - Hose Monster 5 - Shana Lane, Mike Angelo, Michael Cheritto & Titof - My Sister and Me - Orgy Scene - 19th Birthday Present: The Greatest Orgy - Anna Polina, Nasta Zya & JPX - Russian Institute 18: The Headmistress - Savannah Secret & Steve Holmes - Savanna’s Secret - Tarra White, Cayenne Klein, Mike Chapman, Ian Scott & Marcus - Cayenne Loves Rocco | - Alexis Texas Les autres actrices qui ont été votées étaient: - - Anikka Albrite - Serena Ali - A.J. Applegate - Aria Arial - Bridgette B - Briella Bounce - Amy Brooke - Mischa Brooks - Julie Cash - Felicia Clover - Dani Daniels - Sophie Dee - Nikki Delano - Kelly Divine - Alexis Ford - Tara Lynn Foxx - Gracie Glam - Mia Gold - Allie Haze - Jayden James - Sara Jay - Karmen Karma - Katja Kassin - London Keyes - Kiera King - Remy LaCroix - Lea Lexis - Lia Lor - Kendra Lust - Krissy Lynn - Mia Malkova - Missy Martinez - Maserati - Jynx Maze - Holly Michaels - Karlie Montana - Jade Nacole - Maddy O'Reilly - Anita Peida - Kristina Rose - Katie St. Ives - Sheena Shaw - Siri - Sarah Shevon - Rachel Starr - Gia Steel - Jada Stevens - Jodi Taylor & Sarah Vandella                    |
| Meilleure Film BDSM | Meilleur Film Dramatique |
| - The Submission of Emma Marx (New Sensations Erotic Stories) - 50 Shades of Dylan Ryan - Bound by Desire 2: Collared and Kept Well - Cheerleaders in Bondage - Dark Temptations - Get My Belt - Hogtied - Home Invasion - The House of Sin - Obedience School - The Perfect Secretary 3: New Recruit - Sadistic Mother-in-Law 2 - Shades of Kink - S.O.S. Strap-on Sluts 3 - Whipped Ass | - Underworld - Beyond Fucked: A Zombie Odyssey - Bikini Outlaws - Code of Honor - Daddy’s Girls - Devil on a Chain - Forsaken - Behind the Green Door#Remake - Nobody's Daughter - Peep Show - The Perfect Secretary 3: New Recruit - The Stripper - To Live and Fuck in L.A. - Truth Be Told - Watch Over Me |
| Meilleure parodie d'une comédie | Meilleur parodie d'un film dramatique |
| - Grease XXX: A Parody (Adam & Eve Pictures) - Can't Be Martin It's a XXX Parody - Clerks XXX: A Porn Parody - Evil Head - Just In Beaver Fever - The Karate Kid XXX: A DreamZone Parody - Laverne & Shirley XXX: A DreamZone Parody - Not South Park XXX - Not The Wizard of Oz XXX - Official Next Friday Parody - Orgy University - This Ain't Homeland XXX - This Ain't Star Trek 3 XXX 3D - The Walking Dead: A Hardcore Parody - Welcome Back Kotter XXX: A DreamZone Parody | - Vivid Superhero\|Man of Steel XXX: An Axel Braun Parody (VividXXXSuperheroes) - Barb Wire XXX: A DreamZone Parody - Breaking Bad XXX: A Sweet Mess Films Parody - Gia: Lesbian Supermodel - Iron Man XXX: An Axel Braun Parody - The Lone Ranger XXX: An Extreme Comixxx Parody - OMG … It's the Dirty Dancing XXX Parody - OMG … It's the Ghost XXX Parody - OMG … It's the Leaving Las Vegas XXX Parody - Paranormal Activity: A Hardcore Parody - She-Hulk XXX: An Axel Braun Parody - Superman vs. Spider-Man: An Axel Braun Parody - This Ain’t Die Hard XXX 3D - Wolverine XXX: An Axel Braun Parody - The XXX Adventures of Hawkman & Hawkgirl |
| Film de l'Année | Interprète BBW de l'Année |
| - Underworld | - April Flores - Eliza Allure - Bella Bendz - Betty Black - Felicia Clover - Klaudia Kelly - Karla Lane - Lexxxi Luxe - Marilyn Mayson - Mazzaratie Monica - Kacey Parker - Kelly Shibari - Trashley Treasures - Courtney Trouble - Joslyn Underwood |

### Autres prix et nomination
Ces prix n'ont pas été remis lors de la cérémonie de remise des prix elle-même, mais ont été annoncés avant ou après le spectacle. De plus, les prix de la Meilleure Version 3D (Best 3D Version), la Meilleure Version Classique (Best Classic Version) et du Titre le plus Vendu de l'Année figuraient sur la liste des catégories de prix mais n'ont pas été présentés en 2014.
Video Categories
- Best All-Girl Group Sex Scene: Gracie Glam, Mia Malkova & Raven Rockette (Meow! 3)
- Best All-Girl Release: Meow! 3
- Best All-Girl Series: Belladonna: No Warning
- Best All-Sex Release: Slutty and Sluttier 18
- Best Amateur Release: 100% Real Swingers: Meet the Rileys
- Best Amateur Series: College Rules
- Best Anal Release: Wet Asses 2
- Best Anal Series: Evil Anal
- Best Art Direction: Underworld
- Best Big Bust Release: Bra Busters 4
- Best Big Bust Series: Big and Real
- Best Big Butt Release: Big Wet Asses 22
- Best Big Butt Series: Phat Ass White Girls
- Best Cinematography: Francois Clousot (Underworld)
- Best Comedy: Band Sluts
- Best Continuing Series: Slutty and Sluttier
- Best Director – Feature: Brad Armstrong (Underworld)
- Best Director – Foreign Feature: Max Candy & Michael Ninn (The Ingenuous)
- Best Director – Foreign Non-Feature: Tanya Hyde (The House of Sin)
- Best Director – Non-Feature: Mason (Anikka)
- Best Director – Parody: Will Ryder (Not The Wizard of Oz XXX)
- Best Double-Penetration Sex Scene: Skin Diamond, Marco Banderas & Prince Yahshua (Skin)
- Best DVD Extras: Behind the Green Door#Remake
- Best Editing: Scott Allen (Underworld)
- Best Educational Release: Jessica Drake’s Guide to Wicked Sex: Anal Play for Men
- Best Ethnic Release – Asian: Asian Bombshells
- Best Ethnic Release – Black: Big Black Wet Asses 13
- Best Ethnic Release – Latin: Butthole Barrio Bitches 2
- Best Ethnic Series: 8th Street Latinas
- Best Fem-Dom Strap-On Release: Strap Attack 17
- Best Foot/Leg Fetish Release: Foot Fanatic
- Best Foreign Feature: The Ingenuous
- Best Foreign Non-Feature: Claire Castel: The Chambermaid
- Best Foreign Continuing Series: Slutty Girls Love Rocco
- Best Gonzo Release: Remy LaCroix’s Anal Cabo Weekend
- Best Group Sex Scene: Bonnie Rotten, Karlo Karrera, Tony DeSergio, Mick Blue & Jordan Ash (The Gang Bang of Bonnie Rotten)
- Best Interracial Release: Lex Turns Evil
- Best Interracial Series: Mandingo Massacre
- Best Makeup: Melissa Makeup (Evil Head)
- Best Marketing Campaign – Individual Project: Farrah Superstar: Backdoor Teen Mom (Vivid Celeb)
- Best MILF Release: MILF Revolution
- Best MILF Series: My Friend's Hot Mom
- Best Music Soundtrack: Grease XXX: A Parody
- Best New Line: Skow for Girlfriends Films
- Best New Series: Wet Asses
- Best Non-Sex Performance: Kyle Stone (Hotel No Tell)
- Best Older Woman/Younger Girl Release: Cougars, Kittens & Cock 2
- Best Oral Release: American Cocksucking Sluts 3
- Best Oral Series: Deep Throat This
- Best Orgy/Gangbang Release: Gangbanged 5
- Best Original Song: "Queen of Munchkin Land" by Jeff Mullen (Not The Wizard of Oz XXX)
- Best Packaging: Underworld (Wicked Pictures)
- Best POV Release: The Hooker Experience
- Best POV Series: Tanlines
- Best POV Sex Scene: Kennedy Leigh & Jules Jordan (Ultimate Fuck Toy: Kennedy Leigh)
- Best Pro-Am Release: Brand New Faces 42
- Best Pro-Am Series: Bang Bus
- Best Safe Sex Scene: Jessica Drake & Brad Armstrong (Sexpionage: The Drake Chronicles)
- Best Screenplay: Brad Armstrong (Underworld)
- Best Screenplay – Parody: David Stanley (Clerks XXX: A Porn Parody)
- Best Solo Release: All Natural Glamour Solos 3
- Best Solo Sex Scene: Maddy O'Reilly (Not The Wizard of Oz XXX
- Best Special Effects: Iron Man XXX: An Axel Braun Parody
- Best Specialty Release – Other Genre: Evil BBW Gold 3
- Best Specialty Series – Other Genre: Evil BBW Gold
- Best Squirting Release: Squirt Gasms!
- Best Supporting Actor: Xander Corvus (Underworld)
- Best Supporting Actress: Brandy Aniston (Not The Wizard of Oz XXX)
- Best Tease Performance: Anikka Albrite (Anikka)
- Best Three-Way Sex Scene – Boy/Boy/Girl: Anikka Albrite, James Deen & Ramón Nomar (Anikka)
- Best Three-Way Sex Scene – Girl/Girl/Boy: Remy LaCroix, Riley Reid & Manuel Ferrara (Remy 2)
- Best Transsexual Release: Rogue Adventures 38
- Best Transsexual Series: American She-Male X
- Best Transsexual Sex Scene: Zoey Monroe & Jacqueline Woods (Rogue Adventures 38)
- Best Vignette Release: Show No Mercy
- Best Wall-to-Wall Release: Performers of the Year 2013
- Best Young Girl Release: The Innocence of Youth 5
- Best Young Girl Series: Cuties
- Clever Title of the Year: Cirque du Hole-A
- Most Outrageous Sex Scene: Chanel Preston & Ryan Madison ("Give Me Strength" - Get My Belt)

Video Body of Work Categories
- All-Girl Performer of the Year: Shyla Jennings
- BBW Performer of the Year: April Flores
- Best Male Newcomer: Ike Diezel
- Best Marketing Campaign – Company Image: Evil Angel
- Best New Studio: Hard X/Erotica X
- Female Foreign Performer of the Year: Anissa Kate
- Mainstream Star of the Year: James Deen
- Male Foreign Performer of the Year: Rocco Siffredi
- MILF Performer of the Year: India Summer
- Unsung Male Performer of the Year: Voodoo
- Unsung Female Performer of the Year: Presley Hart

Fan Awards Categories
- Best Body: Jayden Jaymes
- Best Boobs: Kagney Linn Karter
- Favorite Female Porn Star: Riley Steele
- Favorite Male Porn Star: James Deen
- Favorite Studio: Brazzers
- Favorite Webcam Girl: LittleRedBunny
- Hottest MILF: Lisa Ann
- Most Promising New Starlet: Christy Mack
- Social Media Star: Lexi Belle

Pleasure Products Categories
- Best Condom Manufacturer: Trojan
- Best Enhancement Manufacturer: Sensuva
- Best Fetish Manufacturer: Sportsheets International, Inc.
- Best Lingerie or Apparel Manufacturer: Coquette International
- Best Lubricant Manufacturer: Wicked Sensual Care
- Best Pleasure Product Manufacturer – Small: OhMiBod
- Best Pleasure Product Manufacturer – Medium: LELO
- Best Pleasure Product Manufacturer – Large: Sportsheets
- Best Product Line for Men: Fleshlight
- Best Product Line for Women: JOPEN

Retail and Distribution Categories
- Best Adult Distributor: Entrenue
- Best Boutique: The Tool Shed (Milwaukee, WI)
- Best Retail Chain – Small: Fairvilla Megastore
- Best Retail Chain – Large: Hustler Hollywood
- Best Web Retail Store: AdamEve.com

Web & Technology Categories
- Best Affiliate Program: Gamma Entertainment
- Best Alternative Website: Kink.com
- Best Dating Website: AmateurMatch.com
- Best Glamour Website: Andrew Blake
- Best Live Chat Website: MyFreeCams.com
- Best Membership Website: Evil Angel
- Best Porn Star Website: Asa Akira et Joanna Angel
- Best Solo Girl Website: Vicky Vette (VickyAtHome.com)
- Best Studio Website: Evil Angel
- Best Web Director: Brando
- Best Web Premiere: Public Disgrace 31515 (Kink.com)

## Prix AVN honorifique
Le Prix Reuben Sturman, qui récompense les lauréats qui luttent pour les droits de l’industrie pornographique, n’a pas été décerné en 2014.

### Prix Visionnaire
Le fondateur de Wicked Pictures, Steve Orenstein, a été choisi pour recevoir le troisième Prix Visionnaire annuel qui récompense "l'éthique, la responsabilité civique, un œil pour la qualité et l'innovation, et une compréhension compatissante du divertissement pour adultes et de sa place dans la société en général",.

### Intronisation a l'AVN Hall Of Fame
Pour être intronisés au Temple de la renommée des AVN Awards, les prétendants doivent avoir tous atteint, non seulement une certaine longévité dans l'industrie de la pornographie, mais aussi quelque chose de plus important encore, à savoir : des réalisations mémorables devant et (ou) derrière la caméra ou par le biais d'une entreprise. Les intronisées pour 2014 étaient :
- Branche "Fondateurs": Kevin Beechum, fondateur de la société de production/distribution de contenu K-Beech. Ted Blitt, fondateur de Mile High Media. Morty Gordon, fondateur de Bizarre Video.
- Branche "Vidéastes" Barrett Blade, le producteur Shylar Cobi, le réalisateur de Digital Playground Robby D, Stormy Daniels, Ben English, Melissa Hill, Mike John, Katsuni, Scott Lyons, Nick Manning, Eric Masterson, Mr. Pete, le réalisateur  Bobby Rinaldi, Taylor St. Claire et Wendy Williams.
- Branche "Exécutive": Jerry E. le distributeur de Juicy Entertainment et de Exquisite Multimedia, Adam H. de Pleasure Productions, Ed Kail et Marty Turkel.
- Branche "Plaisir": Lavi Yedid de NS Novelties, Robert Pyne Sr, fondateur et distributeur de la compangnie Williams Trading, Rachel Venning et Claire Cavanah du détaillant pour adultes Babeland.
- Branche "Fondateurs d'Internet": Angie Rowntree, fondateur de Sssh.com, Freeones.com par le fondateur Maurice, Mark "Greenguy" Jenkins de Link-O-Rama.com.

## Compilation prix et nominations
Films ayant reçu le plus de récompenses:
- 9 awards: Underworld
- 5 awards: Anikka
- 4 awards: Not The Wizard of Oz XXX
- 3 awards: The Ingenuous
- 2 awards: Grease XXX: A Parody, Meow! 3, Rogue Adventures 38 & Skin

Films ayant reçu le plus de nominations:
- 17 nominations: Underworld
- 16 nominations: Not The Wizard of Oz XXX
- 12 nominations: Man of Steel XXX

Interprètes ayant reçu le plus de récompenses:
- 3 awards: Anikka Albrite, Brad Armstrong, James Deen, Remy LaCroix, Riley Reid
- 2 awards: Bonnie Rotten, Manuel Ferrara, Mia Malkova, Mick Blue, Skin Diamond

Interprètes ayant reçu le plus de nominations (comprend les nominations par vote des fans et exclut les nominations des producteurs): 
- 17 nominations: Anikka Albrite et James Deen
- 15 nominations: Joanna Angel et Ramón Nomar
- 14 nominations: Bonnie Rotten et Mick Blue
- 13 nominations: Remy LaCroix et Tommy Pistol
- 12 nominations: Riley Reid
- 11 nominations: Allie Haze, Chanel Preston et Skin Diamond
- 10 nominations: Axel Braun, Christy Mack, Dani Daniels, Manuel Ferrara, Mia Malkova, Prince Yahshua

## Réception et analyse
Certains médias ont critiqué le spectacle. Robin Leach du Las Vegas Sun a rapporté qu'on lui avait dit que la fréquentation était en baisse et que les divertissements étaient terribles.
Richard Abowitz, qui couvre l'industrie pour adultes pour The Daily Beast, a qualifié l'émission de "terne", notant : "Bien qu'il s'agisse des Oscars pour l'industrie pour adultes, peu de gens prennent encore cette étiquette au sérieux. Le déclin massif de la fortune de l'industrie du porno grâce aux défis réglementaires, au piratage et à l'infinité d'offres sexuelles sur Internet, les restes de l'industrie du porno grand public se sont rapprochés de la parodie ringarde et sordide de l'autre Hollywood qui a défini l'âge d'or du porno des années 1980".
La blogueuse sur la sexualité d'ExpressMilwaukee, Laura Anne Stuart, a exprimé des sentiments mitigés à propos de la nouvelle catégorie de prix BBW Performer of the Year : « D'une part, je suis heureuse que les prix les plus connus de l'industrie pour adultes reconnaissent que les femmes plus grandes sont sexy et sexuelles. D'un autre côté, cela signifie probablement que les catégories de la meilleure actrice et de l'interprète féminine de l'année continueront d'être remportées par des personnes maigres avec des seins et/ou des fesses surnaturellement gros".

### Articles Connexes
- AVN Hall Of Fame
- AVN Adult Entertainement Expo
- Liste des studios produisant des films pornographiques